# G-kvadruplex

Egy G-kvadruplex szerkezete. Baloldalt G-tetrád, jobboldalt intramolekuláris G4-komplex

A G-kvadruplex másodlagos szerkezetek (G4) guaninban gazdag szekvenciák által jönnek létre. Ezek helikálisak és 1, 2 vagy 4 szálas guanintetrádokból állnak. Az egymolekulás változatok gyakoriak a kromoszómák végén lévő telomereken és számos gén transzkripciószabályzó részein mikrobákban és gerincesekben, beleértve humán onkogéneket. 4 guanin Hoogsteen-hidrogénkötéssel négyzetes szerkezetű guanintetrádot alkothat, és 2 vagy több guanintetrád (folyamatos G-sorozatokból) egymáson G-kvadruplexet alkot.
A G-kvadruplexek elhelyezkedése és kötései nem véletlenszerűek, és különös funkcióik vannak. A kvadruplexet egy tetrádpárok közt középre kerülő kation, különösen a kálium jelenléte stabilizálja. Alkothatja DNS, RNS, ZNS vagy PNS, és lehet molekulán belüli, két- vagy négymolekulás. A szálak vagy azok részeinek irányától függően a szerkezetek lehetnek párhuzamosak vagy antipárhuzamosak. A G-kvadruplexek DNS- vagy RNS-szekvenciamotívumokból előrejelezhetők, de valódi szerkezetük változhat motívumon belül és motívumok közt, amelyekből genomonként több mint 100 000 is lehet. Alapvető genetikai folyamatokban való részvételük miatt kutatják a telomerek, a génszabályzás és a funkciós genomika területén.

## Története
A nagy guaninasszociációs szerkezeteket 1962-ben azonosították guaninasszociált gélszerű anyagokon keresztül. E kutatás határozta meg a 4 szálú DNS-szerkezetek magas guaninasszociációval való összefüggését, melyeket 1987-ben eukarióta telomerekben fedeztek fel. A G-kvadruplex felfedezésének fontosságát a következő idézet mutatta meg:
Ha in vitro keletkeznek G-kvadruplexek, a természet alkotott egy módot azok in vivo használatára”
A G-kvadruplexek in vivo funkciójának kutatása a nagyméretű genomszintű analízis hatására megnőtt, melyben a potenciális G-kvadruplex-alkotó (pG4) szekvenciák nagy gyakoriságát mutatták ki humán, csimpánz- egér- és patkánypromoterekben, melyeket a 2007. áprilisi első nemzetközi G-kvadruplex-találkozón mutattak be a kentuckyi Louisville-ben. 2006-ban néhány bakteriális promoterben is kimutattak G-kvadruplexeket, G-kvadruplex-mediált génszabályzást feltételezve. A G-kvadruplexek in vivo gyakorisága révén e szerkezetek biológiailag fontosak az onkogének promotereire és a telomerekre való hatásuk révén. Jelenleg a kutatás a G-kvadruplexek funkcióinak azonosítására bizonyos onkogéneknél, valamint a G-kvadruplexeken alapuló hatékony kezelések felfedezésére irányul. A G-kvadruplexek korai bizonyítéka sejtekből való izolációjuk volt, később annak megfigyelésével is igazolták, hogy egyes DNS-helikázok ilyen szerkezetekhez közel vannak nagy mennyiségben.

Káliumtartalmú oldatban lévő intramolekulás humán telomer-G-kvadruplex szerkezete. A vázt cső jelzi. Középen 3 G-tetrád-réteg. A hidrogénkötéseket kék szaggatott vonalak jelzik.

## Topológia
A tetrádképzésben részt vevő nukleinsavak gatározzák meg a kvadruplex szerkezetét. A rövid, egyetlen 3 vagy több guainból álló sorozatból álló szekvenciák 4 önálló szálat igényelnek a kvadruplexhez, vagyis az ilyen kvadruplex tetramolekulás. A G4 DNS eredetileg az ilyen szerkezetekre utalt, melyek a meiózisban lehetnek fontosak. Azonban a molekuláris biológia modern szóhasználatában a G4 bármilyen molekularitású kvadruplexet jelenthet. A hosszabb, két folytonos 3 vagy több guaninból álló sorozatot tartalmazó kvadruplexekhez 2 ilyen szekvencia is elég. Ezek a kvadruplexek így bimolekulárisak. Végül a 4 különböző guaninsorozatot tartalmazó szerkezetek önmaguktól képesek stabil kvadruplexet alkotni, így intramolekulárisak.
A guaninbázisok elrendezésétől függően egy kvadruplex számos alakot felvehet különböző konfigurációkkal. Ha minden DNS-szál azonos irányba halad, a kvadruplex párhuzamos. Intramolekuláris kvadruplexek esetén ekkor minden körnek propellernek kell lennie, melyek a kvadruplex oldalain vannak. Ha egy vagy több guaninsorozat 5’-3’ iránya a többivel ellentétes, a kvadruplex antipárhuzamos. Ekkor a guaninsorozatokat egymáshoz csatlakoztató körök az intramolekulás kvadruplexekben vagy átlósak (ellentétes guaninsorozatokat csatlakoztatók), vagy laterálisak (oldal menti), így két szomszédos guaninsorozatot csatlakoztatnak.
A kétszálú DNS-ből alkotott G-kvadruplexekben lehetségesek szálközi topológiák is. E kvadruplexek mindkét DNS-szálból tartalmaznak guanint.

## Szerkezete és szerepe a genomban
A humán genom szekvenálása után számos kvadruplexalkotásra képes guaningazdag szekvenciát találtak. A sejt típusától és sejtciklusban való állapotától függően a közvetítő tényezők, például a kromatin DNS-kötő fehérjéi és más környezeti tényezők befolyásolhatják a kvadruplexkeletkezést. Például a molekulazsúfoltság kvantitatív termodinamikai elemzése alapján az antipárhuzamos G-kvadruplexet a molekulazsúfoltság stabilizálja. Ez feltehetően a DNS-hidratáció megváltozása és ennek Hoogsteen-bázispárkötésre gyakorolt hatása okozza. Ezek gyakran kromoszómák végén fordulnak elő. Továbbá a G-kvadruplex-képzés valószínűsége transzkripció során RNS-ben hajtű- vagy G-kvadruplex-szekvenciák létrehozásához a hajtűlétrehozó szekvencia helyétől függ.
Mivel a javító enzimek a lineáris kromoszómák végeit sérült DNS-ként észlelnék, és ezeket káros hatásként dolgoznák fel, egyértelmű jelzés és szigorú szabályzás kell a kromoszómák végein. A telomerek lehetővé teszik e jelzést. Ezek guaninban gazdagok, hajlamosak G-kvadruplex-képzésre, gyakran a kromoszómák végén vannak, és segítik a genom integritásának megőrzését a végek instabilitástól való védelmével.
E telomereket hosszú CCCTAA:TTAGGG ismétlődések jellemzik. Az ismétlődéek 3'-kiemelkedéssel érnek véget 10-50 egyszálú TTAGGG ismétlődéssel. A heterodimer-komplex ribonukleoprotein telomeráz a DNS-szálak 3'-végéhez TTAGGG sorozatokat ad. A G-gazdag meghosszabbítás képes másodlagos szerkezetek, például G-kvadruplexek létrehozására, ha hosszabb 4 TTAGGG ismétlődésnél. Ezek jelenléte megakadályozza a telomer telomeráz általi elongációját.

## Előfordulás

### Telomerkvadruplexek
A telomerismétlődésekről számos élőlényben kimutatták in vitro a kvadruplexek létrehozását, később pedig kimutatták ugyanezt in vivo. A humán telomerismétlődés (mely minden gerincesnél ugyanaz) a TTAGGG számos ismétlődéséből áll, és az így keletkező kvadruplexek 5-8 nm-es gyöngyszerű szerkezetekben fordulhatnak elő, és NMR-, TEM- és röntgenvizsgálatokkal meghatározták. E kvadruplexek keletkezése csökkenti a telomeráz aktivitását, mely a telomerek hosszáért felel, és a rákok 85%-áért felel. Ez egy aktív kutatási célpont gyógyszerek, például a telomesztatin számára.
A G-kvadruplex-mediált genominstabilitás sok rákkal összefüggő egypontos nukleotidvariánst okoz.

### Telomeren kívüli kvadruplexek
A kvadruplexek nemcsak telomerekben vannak jelen. Humán, csimpánz-, egér- és patkánygenomok elemzése számos pG4 szekvenciát mutatott a telomereken kívül. Sok ilyen kvadruplex volt promoterekben, és ezek a fajok közt állandók maradtak. Sok G-kvadruplex található az E. coliban és több száz más mikrobiális genomban. Itt is a gerincesekhez hasonlóan a G-kvadruplexek gyakoriak a promoterekben. Ezenkívül több mint egymilliárd éves G-kvadruplex-lokusz is ismert növényekben és algákban az RNS-polimeráz II nagy alegységének génjében. Bár e tanulmányok G-kvadruplex-mediált génszabályzást jeleztek előre, nem valószínű, hogy minden pG4 in vivo is keletkezik. A c-myc protoonkogén egy génaktivitásért felelős nukleáz-hiperszenzitív régióban G-kvadruplexet alkot. További, promoterében G-kvadruplexet tartalmazó gének például a tyúk-β-globin génje, a humán ubikvitin-ligáz RFP2, valamint a c-kit, bcl-2, VEGF, a H-ras és az N-ras.
Kvadruplexkeletkezési szabályon alapuló genomfelméréseket is végeztek 276 000 humán feltételezett kvadruplexszekvencián, de ezek nem mindegyike alakít in vivo kvadruplexet. Hasonló tanulmányok azonosítottak feltételezett G-kvadruplexeket prokariótákban, például E. coliban. Számos lehetséges modell van a kvadruplexek génaktivitás-módosítására. Egy modell látható lejjebb, ahol egy promoterben vagy ahhoz közel G-kvadruplex alakul ki, blokkolva a gén transzkripcióját, inaktívvá téve azt. Egy másik modellben a nem kódoló DNS-ben lévő kvadruplex lehetővé teszi a kódoló DNS nyitott állását és a megfelelő gén kifejeződésének növelését.

## Funkció
Feltehetően a kvadruplexképződés az immunglobulin-nehézlánc-váltásban játszik szerepet. A sejtek a kvadruplexek feloldására fejlesztettek módszereket, mivel a kvadruplexképződés káros lehet egy sejtnek, így a WRN helikáz és a Bloom-szindróma-fehérje nagy affinitással old fel G-kvadruplexeket.  A DEAH/RNS-helikáz DHX36 fontos G-kvadruplex-reszolváz. 2009-ben egy áttétfehérjéről, az NM23H2-ről (más néven NME2) kiderült, hogy a c-myc promoterének kvadrulpexével közvetlen kölcsönhatásba lép, és transzkripcióját szabályozza. 2017-ben kiderült, hogy az NM23H2 a humán telomeráz hTERT promoterének G-kvadruplexével is kölcsönhatásba lép, annak expresszióját szabályozza. 2019-ben a 2. telomerkötő faktorról (TRF2, TERF2) kiderült, hogy több ezer telomeren kívüli G-kvadruplexhez kötődik a TRF2 ChIP-seq. révén Számos tanulmány ír a kvadruplexek pozitív és negatív transzkripciószabályzásáról, beleértve a gének, például a hTERT epigenetikai szabályzását. A G-kvadruplexekről kiderült az is, hogy az immunglobulin nehéz génjeinek és a patogén Neisseria pilinantigén-variációs rendszerének programozott rekombinációjáról. A kvadruplex szerepei nem jól ismertek. A humán sejten belüli G-kvadruplexek közvetlen megjelenítése és egy G-kvadruplexhez kötött RNS-helikáz társkristályszerkezete fontos információt adott a sejtbiológiai fontosságukról. A kvadruplexek lehetséges pozitív és negatív telomerreplikációs szerepei és funkciói ismeretlenek. A T-hurkok és a G-kvadruplexek a DNS két olyan szerkezete, melyek megvédik a telomervégeket és szabályozzák a telomerhosszt.

## Genomszabályzás G-kvadruplexek kialakulásával
Számos genomszabályzó folyamat kapcsolatban állhat G-kvadruplexek keletkezésével, mivel a purin- vagy pirimidinmentes (AP-helyek) javításában játszhat szerepet. Az AP helyek hozzárendelésének új módszerét (AP-seq) 2020-ban fejlesztette ki A. R. Poetsch, és biotinnal jelölt aldehidreaktív vizsgálatot (ABP) használ a genom azon helyeinek jelölésére, ahol az AP-helyek jelentős károsodást okoztak. Egy másik genomszekvenálási módszer, a ChIP-szekvenálás használható mind az AP-helyek károsodásának, mind az azt javító AP-endonukleáz 1 (APE1) elemzésére. Mind a ChIP-szekvenálás, mind az ABP alapján az AP-helyek sérülése nem véletlenszerű, és gyakoribb a genom egyes promotert és kifejeződést növelő részeiben, melyek egy része kapcsolatban állhat a tüdő-adenokarcinómával és a vastagbélrákkal. Az AP-károsodás főként a genom PQS-részeiben fordul elő, ahol a G-kvadruplex-keletkezés szabályozott, és a báziseltávolító javítás ezt növeli. A báziseltávolító javítás mértéke az öregedéssel csökken, mivel az azt lehetővé tevő részek bomlanak, ami számos betegség, például az Alzheimer-kór kialakulásához vezethet. E G-kvadruplexeket feltehetően a szuperhelicitás okozza a promoterekben, mely a kettős hélix felbomlását segíti, és G-kvadruplexet kialakítva kapcsolja a szálakat a guaningazdag részeken. A BER-út jelez oxidatív báziskárosodásnál, ahol a 8-oxoguanin-DNS-glikoziláz 1-hez (OGG1), APE1-hez és a G-kvadruplexhez hasonló szerkezetek nagy szerepet játszanak a javításban Ezen enzimek vesznek részt a BER-ben egyes DNS-léziók, például a 7,8-dihidro-8-oxoguanin (8-oxoG) javításában, mely a guaninból keletkezik oxidatív stressz hatására.

### Az endogén oxidációs DNS-károsodás szerepe a G4-kialakulásban
A G-kvadruplex guaninjáé a legalacsonyabb elektronpotenciál, így hajlamosabb 8-oxoguaninná alakulásra, mely endogén oxidált DNS-bázis. Mivel a guanin elektronpotenciálja alacsonyabb a többi nukleobázisénál, a 8-Oxo-2′-dezoxiguanozin (8-oxo-dG) a DNS-oxidáció gyakori terméke. Koncentrációja a sejtre ható oxidatív stressz mértékét mutatja. A DNS oxidatív károsodásakor a guanin egy lehetséges szerkezeti változásakor enol forma jelenik meg, a 8-OH-G. Ezen oxidatív termék az eredeti sérült guanin, a 8-oxo-G tautomériája révén  keletkezik, és a DNS szerkezeti károsodását mutatja meg. E forma lehetővé teszi a báziseltávolításos javítást (BER) végző OGG1 enzimnek a 8-OH-G APE1 segítségével való eltávolítását, AP-helyet létrehozva. Az AP-helyek azon helyek a DNS-ben, ahol nincs purin- vagy pirimidinbázis a DNS-sérülés miatt, ez a leggyakoribb endogén DNS-károsodás a sejtekben. Ezek spontán vagy a módosult bázisok (például a 8-OH-G) eltávolításakor keletkezhetnek. Az AP-hely létrejötte lehetővé teszi a duplex DNS olvadását a PQS megmutatásához, G-kvadruplexet létrehozva. A genomszintű ChIP-szekvenálás, a sejtalapú assay-k és az in vitro biokémiai elemzések révén összeköthetők az oxidáltbázis-alapú AP-helyek és a G-kvadruplexek keletkezése.

### A DNS oxidációjának kapcsolata betegségekkel
Ezenkívül a 8-oxo-dG koncentrációja a sejtre ható oxidatív stressz biomarkere, és a nagy mennyiségű oxidatív stressz összefügg a karcinogenezissel és más betegségekkel. A 8-oxo-dG keletkezésekor inaktiválhatja az OGG1-et, megakadályozva a guaninoxidáció okozta DNS-károsodást. Ez lehetővé teszi a javítatlan károsodások növekedését nem osztódó sejtekben, például az izomban, és öregedést is okozhat. Továbbá az oxidatív DNS-károsodás a karcinogenezishez génexpresszió-modulációval vagy mutációokozással járul. Ha a 8-oxo-dG-t a BER javítja, a javítófehérje egy része ott marad, mely epigenetikai változásokat vagy a génexpresszió modulációját okozhatja. A humán timidin-kináz-génbe kerülő 8-oxo-dG-ről kiderült, hogy ha változatlanul marad, és nem javítja ki a BER, gyakori mutációkat és végül karcinogenezist okozhat.

### Az APE1 szerepe a génszabályzásban
Az AP-endonukleáz 1 (APE1) a G-kvadruplexek kialakulásáért és erősítéséért felelős enzim. Fő célja az AP-helyek javítása BER-rel. Az APE1 nagyon fontos, mivel az AP-helyek okozta sérülés a leggyakoribb endogén DNS-sérülés. Egyes purinbázisok, például a guanin oxidációja oxidált nukleotidokat hoz létre, melyek a DNS-funkciót a szekvenciában lévő hibás nukleotidokkal gátolja. Ez gyakoribb az oxidált szerkezeteket, például 8-oxoguanint alkotó PQS-szekvenciákban. Amint a sejt észleli az oxidatív stresszt és a károsodást, a helyszínre küld OGG1-et, melynek fő funkciója a BER útvonal elindítása. Ezt az OGG1 az oxidált bázis eltávolításával hajtja végre, AP-helyet létrehozva, elsősorban negatív szuperhelicitással. Ez jelet küld APE1-kötéshez, mely a nyitott duplexhez kötődik. Az APE1-kötés stabilizálja e helyen a G-kvadruplexek keletkezését. Ez a G-kvadruplexek keletkezését hajtással segíti. E folyamat 4 bázist helyez egymáshoz közel, melyeket Hoogsteen-bázispárok tartanak össze. Ezután az APE1-et több lizin acetilezi a kromatinon, acetil-APE1-et (AcAPE1) létrehozva. Ez fontos a BER útvonalhoz, mivel transzkripciós koaktivátorként vagy korepresszorként működik, transzkripciós faktorokat helyezve a károsodás helyére, lehetővé téve a génexpresszió szabályzását.  Az AcAPE1 továbbá lehetővé teszi, hogy az APE1 tovább kapcsolódjék a disszociáció késleltetésével, lehetővé téve a javítás hatékonyságának növelését. Az AcAPE1 deacetilezése helyezi el a TF-eket, ahol az APE1 disszociál a G-kvadruplexekről.Az APE1 és AcAPE1 mennyiségének csökkenésekor a G-kvadruplexek keletkezése is csökkent, ami alapján az APE1 fontos e szerkezetek keletkezéséhez. Azonban nem minden G-kvadruplexhez kell APE1, egyes esetekben nagyobb G-kvadruplexek keletkeztek APE1 nélkül. Tehát az APE1-nek két fontos feladata van: a G-kvadruplexek stabilizálása és a transzkripciós faktorok AP-helyre helyezése.

## Rák

### Telomerek
A G-kvadruplex-képző szekvenciák gyakoriak az eukarióta sejtekben, különösen a telomerekben, az 5'-nem transzlált szálakon és a transzlokációs forrópontokon. A G-kvadruplexek gátolhatják a normál sejtfunkciót, és az egészséges sejtekben könnyen szétválasztja a helikáz. Azonban a mutált helikázú ráksejtekben e komplexek nem válnak szét, ami a sejt károsodásához vezethet. Ez károsodott rákos sejtek replikációját okozza. A G-kvadruplexek stabilizálása gátolja a sejtnövekedést és -replikációt, sejthalálhoz vezetve.

### Promoterek
A G-kvadruplexek asszociációja mellett egyes protoonkogén-promoterek mellett is találhatók G-kvadruplexek. Ezek általában párhuzamos szálú G-kvadruplexek. Ilyen onkogének például a c-KIT, a PDGF-A, a c-Myc és a VEGF, ami e másodlagos szerkezet fontosságát mutatja a rák növekedésében és fejlődésében. Míg a G-kvadruplex kialakulása valamennyire eltér a különböző onkogének promoterei közt, ezek stabilizációja észlelhető a rák fejlődése során. A terápiás kutatások a G-kvadruplex stabilizációját célozzák a szabályozatlan sejtnövekedés és -osztódás megállítására.
Egy különösen fontos génrész, a c-myc út fontos a fehérjetermék c-Myc szabályzásában. E termékkel a c-Myc az apoptózis, a sejtnövekedés, -fejlődés és a humán telomeráz-reverztranszkriptáz transzkripciójának irányításában vesz részt. A c-Myc-promoter G-kvadruplexének NM23H2-vel való kölcsönhatása szabályozza a ráksejtek c-Myc fehérjéjét.
A c-myc hTERT általi szabályzását a promoter G-kvadruplexe közvetlenül szabályozza az NM23H2 faktorral való kölcsönhatással, és az epigenetikai módosulások az NM23H2-től függnek. 2020-ban a hTERT epigenetikai szabályzásáról kiderült, hogy a hTERT-promoter G-kvadruplexétől függ a TRF2 telomerfaktor révén.
Egy másik génútvonal a VEGF génen alapul, mely az angiogenezisben játszik szerepet. Az intramolekuláris G-kvadruplex keletkezését a VEGF gén promoterének polipurin szakaszával mutatták ki. A G-kvadruplex in vivo funkciójáról szóló 2005-ös tanulmányok szerint a G-kvadruplex stabilizációja irányítja a VEGF transzkripcióját az útvonal TF-einek gátlásával. Az intramolekulás G-kvadruplexek nagyrészt ezen útvonal guaningazdag promoterrészében találhatók. A ciklindependens sejtciklusellenőrzőpontkináz-inhibitor CDKN1A (más néven p21) génjének promoterében van G-kvadruplex. Ennek TRF2-vel való kölcsönhatása a p21 epigenetikai szabályzását okozta, melyet 360A G-kvadruplex-kötő ligandummal ellenőriztek.
A hipoxiaindkálható faktor 1ɑ (HIF-1ɑ) a hipoxia-válaszelemhez (HRE) kapcsolódva fontos a rákjelzésben hipoxia esetén, elkezdve az angiogenezist. 2005-ös tanulmányok révén megismerhetővé vált e génútvonal, a polipurin- és polipirimidin részek lehetővé teszik ennek transzkripcióját és az intramolekulárif G-kvadruplex keletkezését. Azonban nem ismert, hogy a G-kvadruplex keletkezése pozitívan vagy negatívan befolyásolja a gén expresszióját.
A c-kit onkogén RTK-t kódoló útvonalt használ, melynek expressziós szintjei bizonyos ráktípusokban nagyobb. A guaningazdag szekvenciájáról kiderült, hogy képes számos kvadruplex képzésére, de még nem ismert ennek hatása a c-kit-útvonalra, de e kvadruplex számos fajban előfordul.
A RET onkogén egyes rákokban gyakori kináz transzkripcióját célozza. Ennek promoterének guaningazdag része szükségtelenné teszi a tirozin-kináz alapvető transzkripcióját. Egyes ráktípusokban a RET expressziója nagyobb. Ezen útvonal vizsgálata alapján a promoterben G-kvadruplex alakulhat ki, és ez megfelelő terápiás célpont.
Egy PDGF-A-t (vérlemezke-alapú növekedési faktor) használó onkogénútvonal a sebgyógyulást használja, és mitogén növekedési faktorként működik. A PDGF nagy mértékű expressziója erősebb sejtnövekedéssel és rákkal függ össze. Promoterében a guaningazdag szakasz képes párhuzamos G-kvadruplexeket alkotni, és feltehetően a PDGF-A transzkripciós szabályzásában játszik szerepet. A G-kvadruplexek jelenlétét a TMPyP4 és a promoter kölcsönhatása révén fedezték fel.

### Terápia
A telomerek általában G-kvadruplexekből állnak, és a terápiakutatás és -felfedezések fontos célpontjai. E komplexek nagy affinitást mutatnak a porfingyűrűkre, ami hatékony rákellenes szerré teszi őket. Azonban a TMPyP4 használata korlátozott, mivel nem rákszelektív a ráksejttelomerek és és a normál dsDNS felé. Ennek megoldására 5-metilszármazékát is előállították, mely csak a G-kvadruplex-DNS-t célozza, jobban korlátozva a sejtnövekedést a TMPyP4-nél.
A ligandumtervezés és -fejlesztés továbbra is fontos kutatási terület a G-kvadruplexek mennyisége és konformációs különbségei miatt. Egy kvindolintartalmú ligandum, a SYUIQ-05 a G-kvadruplexek stabilizációját használja a c-Myc fehérje és a humán telomeráz-reverztranszkriptáz keletkezésének gátlásához. E fő útvonal e rész célzására telomerázelongáció-hiányt okoz, leállítva a sejtfejlődést. Ezen kívül további kutatások kellenek egygénes célpont megtalálásához a nem kívánt reakciók csökkentéséért és a tumorellenes hatás növeléséhez.

## Kvadruplexkötő ligandumok
A G-kvadruplexek keletkezésének indukálására vagy azok stabilizálására G-kvadruplex-kötő anyag használható. Számos ligandum, melyek lehetnek kis molekulák és fehérjék is, kapcsolódhatnak a G-kvadruplexhez. E ligandumok lehetnek természetesek vagy szintetikusak.
A kationos porfinok és a telomesztatin be tudnak ágyazódni G-kvadruplexek közé.
A ligandumok kapcsolódása G-kvadruplexekhez fontos a rákellenes szereknél, mivel a G-kvadruplexek jellemzően transzlokációs forrópontokon vannak. Az MM41, egy szelektíven a BCL-2 promoteren lévő kvadruplexhez kapcsolódó ligandum központi magból és 4 oldalláncból áll. A ligandum alakja fontos, mivel az egymásra épülő kvartettekből és az ezeket összetartó nukleinsav gyűrűkből állnak. Amikor ehhez kötődik, az MM41 központi kromoforja a 3'-terminális G-kvartetten van, a ligandum oldalláncai a kvadruplexek gyűrűihez kapcsolódnak. A kromofor és a kvartett π–π kötéssel kapcsolódnak egymáshoz, míg az oldalláncok és a gyűrűk nem kapcsolódnak egymáshoz, de közel vannak. A gyűrűk helyzetének változékonysága teszi a kötést erőssé.
Egy kationos porfin, a TMPyP4 ismert G4-kötő és MYC-represszióra képes ligandum. A TMPyP4 kötésének módja hasonlít az MM41-hez: a gyűrű a külső G-kvartetthez kapcsolódik, az oldalláncok a G4-gyűrűkhöz asszociálnak.
A G-kvadruplexekhez kötődni képes ligandumok tervezésekor a ligandumok affinitása párhuzamos G-kvadruplexekhez nagyobb. A kisebb oldalláncú ligandumok jobban kötnek a kvadruplexhez, mivel a kisebb ligandumok elektronsűrűsége nagyobb. Továbbá a ligandumok kisebb oldallánchoz kisebb, erősebb kötéseket létesítenek. A mozgó oldalláncú ligandumok erősebben asszociálnak G-kvadruplexekhez, mivel a G4-gyűrű és a ligandumoldalláncok konformációja igazodhat.

## Kvadruplex-előrejelzési módszerek
A kvadruplexképzésre képes szekvenciák azonosítása fontos a szerepük megértésében. Általában egyszerű mintaegyezést használnak erre a szálon belüli kvadruplex képzésére alkalmas szekvenciákra: d(G3+N1-7G3+N1-7G3+N1-7G3+), ahol N tetszőleges nukleobázis (beleértve a guanint). E szabályt gyakran használják online algoritmusok. Bár e szabály hatékonyan azonosít G-kvadruplex-képző helyeket, azonosíthat ezenkívül triplex- és i-motívumú C-szál-képzésre alkalmas nem tökéletes homopurintükör-ismétlődések egy részét is. Továbbá e szekvenciák képesek csúszott és visszahajtott szerkezetek azonosítására is, melyek kvadruplex- és triplex-DNS képzésére alkalmasak. Egy tanulmányban, S. S. Smith kimutatta, hogy e motívumok bázispáronkénti megfigyelt száma (frekvenciája) a teljes elérhető genomszekvenciával rendelkező Eumetazoa-fajokban nagyobb. Ez alapján e szekvenciák pozitív szelekció alatt lehetnek, melyet a nem B-szerkezet kialakulását megakadályozó rendszerek fejlődése tett lehetővé.
2016-tól fejlett webalapú eszköztárak érhetők el G-kvadruplex-képző szekvenciák azonosítására, például a G4Hunter nyílt hozzáférésű felhasználóbarát, csúszóablakos változata vagy a gépi tanuláson alapuló G4RNA Screener.

## Módszerek G-kvadruplexek tanulmányozására
Számos kísérleti módszert fejlesztettek ki G-kvadruplexek azonosítására. Ezek két nagy csoportba (biofizikai és biokémiai) sorolhatók.

### Biokémiai
A G-kvadruplex-képződés hosszabb szekvenciában való vizsgálatára biokémiai módszerek használhatók. A DNS-polimeráz stop-assay-ben a G-kvadruplex DNS-templátban való keletkezése a polimeráz megállását okozó akadály lehet, mely a primer meghosszabbítását megállítja. A dimetil-szulfát (DMS)-piperidin bontóassay azon alaul, hogy a G-kvadruplex képződése megakadályozza a DMS általi guaninmetilációt, vvédelmi mintához vezetve a DNS G-kvadruplexénél a piperidines bontás után.

### Biofizikai
A G-kvadruplex alakja meghatározható a körkörös dikroizmus jeleinek vizsgálatával adott hullámhosszokon. A párhuzamos G-kvadruplexek 240 nm-es CD-jele negatív, 262 nm-es jele pozitív, az antipárhuzamosak jele 262 nm-en negatív, 295-ön pozitív. A G-kvadruplex-képződés igazolásához a CD-kísérlet nem G-kvadruplex-stabilizáló (Li+), illetve G-kvadruplex-stabilizáló (K+ vagy G-kvadruplex ligandumokkal) és a távoli UV tartományban (180-230 nm) kell vizsgáni. Ehhez hasonlóan a G-kvadruplexek hőstabilitása az UV-jel 295 nm-en való vizsgálatával azonosítható. A G-kvadruplexek olvadásakor az UV-elnyelés 295 nm-en csökken, a G-kvadruplexre jellemző hipokrómos váltást okozva. További megközelítés a G-kvadruplex észlelésére például a nanopórus-alapú módszer. Először kiderült, hogy a biológiai nanopórusok képesek a G-kvadruplexek észlelésére méretalapú kizárás alapján és a G-kvadruplexek és a fehérjék nanoüregei közti specifikus interakciókkal. Egy újabb megközeítésbem a szilárdtest-nanopórusok és a DNS-nanotechnológia használatosak a G-kvadruplexek észleléséhez dsDNS-ben és a G-kvadruplex-keletkezés észlelésére.

## Szerepe neurológiai betegségekben
A G-kvadruplexek kétféleképp játszhatnak szerepet neurológiai betegségekben. Az egyik mód a G-ismétlődések nyújtása génekben, melyek G-kvadruplex-képződést okoznak, melyek közvetlenül okozzák a betegséget, például a C9orf72 gén és az amiotrófiás laterálszklerózis (ALS) vagy a frontotemporális demencia (FTD) esetén. A másik mód a mutációk, melyek megváltoztatják a G4-kötő fehérjéket, például az 1. törékeny X-gén és a törékeny X-szindróma esetén.
A C9orf72 a C9orf72 fehérjét kódolja, mely az agyban a neuronok citoplazmája és a preszinaptikus végeken található. Mutációi összefüggnek az FTD és az ALS kialakulásával. E két betegség a GGGGCC (G4C2) ismétlődésekkel függ össze az 1. intronjában. Általában 2-8 G4C2 ismétlődés van, de FTD és ALS esetén ez 500-tól néhány ezerig terjedhet. Az ebből átírt RNS stabil G-kvadruplexeket alkot, és a DNS G4C2-ismétlődései vegyes párhuzamos-antipárhuzamos G-kvadruplexeket képesek alkotni. Ezen G4C2-tartalmú átiratok kapcsolódhatnak egymáshoz, és sok fehérjét, például nukleolint is elválaszthatnak. A nukleolin a riboszóma-szintézisben és -érésben fontos, és a nukleolin mutált RNS-átirattal való elválasztása akadályozza a nukleólusz funkcióját és az rRNS-szintézist.
A törékeny X-retardatio-fehérje (FMRP) sokszor expresszált fehérje, melyet az FMR1 gén kódol, és G-kvadruplexekhez kötődik, és a szinaptikus plaszticitásban fontos. Az FMRP negatív transzlációszabályzó, kötése stabilizálja a G-kvadruplexeket az mRNS-ben, gátolva a riboszómaelongációt a neuron dendritjeiben, és irányítva az átirat kifejezésének idejét. Ennek mutációja törékeny X-szindrómát, autizmust és más neurológiai betegségeket okozhat. A törékeny X-szindrómát az FMR1 gén 13. exonjában lévő CGG ismétlődések számának 50-ről több mint 200-ra való növekedése okozza, elősegítve a DNS-metilációt és más epigenetikai heterokromatin-módosulásokat, melyek a gén transzkripcióját akadályozzák, alacsony FMRP-szinteket okozva.

## Terápiás módszerek
Az antiszenszmediált beavatkozások és a kis ligandumok gyakori stratégiák a G-kvadruplex-ismétlődésekhez kötődő neurológiai betegségekhez. Így ezek különösen hasznosak a funkciószerzéses neurológiai betegségek célzására, ahol a módosult gén terméke új funkcióval vagy a gén új expressziójával rendelkezik; ez szlelhető a C9orf72 (9. kromoszóma, 72. nyitott leolvasási keret) esetén is.
Az antiszensz-terápia során szintetizált nukleinsavszálak kapcsolódnak közvetlenül és specifikusan egy gén mRNS-éhez, inaktiválva azt. Az antiszensz oligonukleotidok (ASO) gyakoriak a C9orf72 RNS célzására a GGGGCC ismétlődő szakaszban, csökkentve a C9orf72 sejtmodelljeiben a toxicitást. Az ASO-kat korábban is használták funkciószerzéses neurológiai betegségekben az eredeti fenotípus helyreállítására, az egyetlen különbség az volt, hogy G-kvadruplex-ismétlődéses rész nélkül használták.
A G-kvadruplex-csali egy másik ígéretes módszer ráksejtek ellen a G-kvadruplex szerkezetének kihasználására. Ez a G-kvadruplexhez hasonló szerkezetű és az endogén G-kvadruplexekkel a transzkripciós faktorhoz kötődésért versenyző szintetikus oligonukleotidokat használ. Ezek jellemzően egy stabil G-kvadruplex alkotására képes G-gazdag szekvenciából és egy rövid, tulajdonságaik optimalizálásához módosítható kötőrészből állnak. A ráksejtekbe jutva a csali megzavarhatja és megkötheti a megfelelő transzkripciós faktorokat a génkifejeződés szabályozásához vezetve. A csalikat sikeresen használták az onkogén KRAS gátlására SCID-egerekben, csökkentve a tumornövekedést és növelve a medián túlélési időt.
További gyakori módszer a kis ligandumok használata. Ezek használhatók neurológiai rendellenességeket okozó G-kvadruplexek célzására. Mintegy 1000 G-kvadruplex-ligandum van, melyekkel különböző módon kölcsönhatásba léphetnek aromás gyűrűik révén, lehetővé téve a kis ligandumoknak a síkalkatú terminális tetrádokhoz csatlakozást a G-kvadruplexekben. Ennek hátránya a nehezen elérhető specificitás a G-kvadruplexek változatos szekvenciái, elrendezése, stabilitása és nukleinsav-sztöchiometriája miatt. 2020 márciusáig nem ismert egy kis ligandum, mely egy adott G-kvadruplexre lenne specifikus. Azonban egy kationos porfin, a TMPyP4 képes a C9orf72 GGGGCC-ismétlődéses szakaszához kapcsolódni, a G-kvadruplex-ismétlődéses szakasz széthajtását és a fehérjékkel való kölcsönhatásai és funkciója elvesztését okozva. Kis, főleg ólomtartalmú ligandumok a GGGGCC részeket is célozhatják, csökkentve az ismétlődésasszociált nem ATG-transzlációs és az RNS-fókuszokat az ALS-sel élő betegek neuronjaiban. Így a kis ligandumok hatékonyak és hatásosak lehetnek a GGGGCC részekre, és e specificitás elérhető lehet kis ligandumok megkötésére is.
A fémkomplexek számos G4-DNS-kötésre alkalmassá és lehetséges gyógyszerré tevő jellemzővel rendelkeznek. Míg a fém főleg szerkezeti szereppel rendelkezik a legtöbb G4-kötőben, vannak esetek, mikor közvetlenül a G4-gyel lépnek kölcsönhatásba elektrosztatikusan vagy a nukleobázisokkal való közvetlen koordinációval.

## Fordítás
Ez a szócikk részben vagy egészben  a   G-quadruplex című angol Wikipédia-szócikk ezen változatának fordításán alapul.  Az eredeti cikk szerkesztőit annak laptörténete sorolja fel. Ez a jelzés csupán a megfogalmazás eredetét és a szerzői jogokat jelzi, nem szolgál a cikkben szereplő információk forrásmegjelöléseként.